# Strombus
Strombus är ett släkte av havslevande snäckor som ingår i familjen Strombidae.
Släktet hade i äldre systematik omkring 50 nu levande arter. I nyare systematik (Simone, 2005) har många av dessa placerats i andra släkten, i många fall genom att tidigare undersläkten fått status som släkten. De arter som kvarstår i Strombus är Strombus alatus (Gmelin, 1791), Strombus gracilior (G. B. Sowerby I, 1825) och Strombus pugilis (Linnaeus, 1758), med Strombus pugilis släktets som typart. Latiolais et al. (2006) räknar också Strombus granulatus, annars accepterad som Persististrombus granulatus. Många varianter med olika utseende på skalet finns.

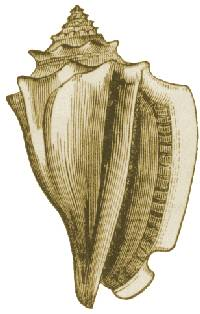
Teckning av skal
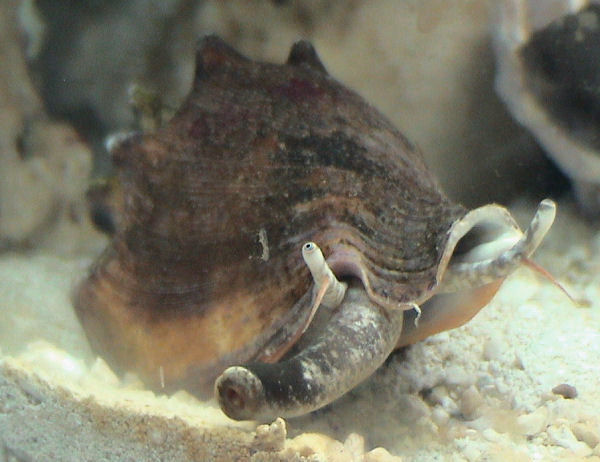
Strombus alatus